# Диплатинаиттрий
Диплатинаиттрий — бинарное неорганическое соединение, интерметаллид платины и иттрия с формулой YPt2, кристаллы.

## Получение
- Сплавление стехиометрических количеств чистых веществ:

{\displaystyle {\mathsf {2Pt+Y\ {\xrightarrow {1900^{o}C}}\ YPt_{2}}}}

## Физические свойства
Диплатинаиттрий образует кристаллы
кубической сингонии,
пространственная группа F d3m,
параметры ячейки a = 0,75936 нм, Z = 8,
структура типа димедьмагния MgCu2.
Соединение образуется по перитектической реакции при температуре ≈1900 °C.